# Steven Toushin
Steven Toushin, Pseudonym Toby Ross und Davis Babbitt (* 6. August 1946 in Brooklyn) ist ein US-amerikanischer Filmproduzent, Drehbuchautor, Autor und Theaterbetreiber.

## Leben
Toushin wurde 1946 geboren. Nach seiner Schulzeit verließ er mit 17 Jahren New York City und zog im Sommer 1968 nach Chicago. Dort begann er im Management des damaligen Aardvark Theater tätig zu werden. Toushin begann Nacktfilmaufnahmen zu drehen. Er gilt als einer der Pioniere der Pornofilmbranche in den Vereinigten Staaten für LGBT Filme. Er drehte unter den Pseudonymen Toby Ross und Davis Babbitt.
In den 1970er Jahren erwarb Toushin gemeinsam mit Geschäftspartnern das Aardvark Theater sowie weitere Theater und Sexclubs in Chicago, San Francisco, Indianapolis, East Chicago und Gary, Indiana, unter anderem Festival, Termite, 3-Penny, Eden, Savages und Bijou Theater, von denen gegenwärtig nur noch das Bijou Theater geöffnet ist. Toushin ist Eigentümer und Betreiber des Bijou Theater in Chicago. Toushin produzierte verschiedene schwule pornografische Filme und schrieb als Autor Bücher über schwule Pornografie sowie über BDSM Themen. In mehreren Gerichtsverfahren stand er wegen Verstößen gegen Pornografievorschriften vor Gericht: 1968 wegen des Films Flaming Creatures von Jack Smith, 1970 wegen des Films I Am Curious (Yellow), 1973 wegen des Films Deep Throat sowie Ranch Slaves und 1974 für den Film Teenage Fantasies.
Von 1980 bis 1995 gab Toushin den Bijou Video Catalog heraus. In den 1980er Jahren wurde Toushin mit dem Aufkommen von Videos zu einem großen Anbieter von schwuler Pornografie sowie BDSM Videos.
Im Juli 1988 wurde Toushin wegen des Verkaufs der Filme Erotic Hands, The Final Chapter of Mistress Ann, You Said a Mouthful und Please Sir wegen der sadomasochistischen Filmszenen angeklagt.
Unter anderem schrieb er als Autor die Bücher The Cock Coloring Book, Puppy Tales, The Puppy Papers und The Destruction of the Moral Fabric of America.
Toushin erhielt 2007 den Lifetime Achievement Award der GayVN Awards in San Francisco und wurde 2009 in die Hall of Fame der AVN Awards in Las Vegas aufgenommen.

## Filmografie (Auswahl)
Filme unter dem Pseudonym Davis Babbitt
- Find This Man
- Hey Tony! What's the Story?
- Films of Butch Detroit
- Chicago Meat Packers
- Deep in the Woods
- Don't Ask, Don't Tell
- Gorgeous
- Major Owns
- Moon Over Bangkok
- The New Marines
- One Night in Hell
- Real Man Wouldn't Leave
- True Blue

Filme unter dem Pseudonym Toby Ross
- Baby It's You
- Classmates
- Men of Touch Guys
- Mr. Wonderful
- Once in a Blue Moon
- Sexy Billy Blue
- Tough Guys Do Dance

Classic Bijou Hits
- Two Handfuls I

## Bücher (Auswahl)
- The Cock Coloring Book,
- Puppy Tales,
- The Puppy Papers,
- The Destruction of the Moral Fabric of America